# Yohoia tenuis
Yohoia tenuis és una espècie de petit artròpode del Cambrià les restes fòssils del qual s'han trobat a la formació dels esquists de Burgess a la Colúmbia Britànica, Canadà. S'ha situat entre els aracnomorfs, un grup d'artròpodes que inclou els quelicerats i els trilòbits. Mesuraven entre 7 i 23 mm.